# Boktor
Boktor (en rus: Боктор) és un poble del krai de Khabàrovsk, a Rússia, que el 2018 tenia 294 habitants. Pertany al districte rural de Komsomolsk na Amure.